# Barranc de les Comes (Rivert)
El barranc de les Comes és un barranc de l'antic terme de Toralla i Serradell, pertanyent actualment al de Conca de Dalt, al Pallars Jussà. Discorre per territori del poble de Rivert.
Es forma a 1.133 m. alt. al vessant meridional de la Serra de Sant Salvador, al sud-oest de l'ermita de Sant Salvador i al sud-est del turó de Santes Creus. Des d'aquest lloc davalla cap al sud, de forma paral·lela al Serrat de les Forques, just quan passa a ponent de los Solans, dona pas al barranc de l'Espluga de Paradís, que és la seva continuïtat.